# المغربة (كعيدنة)

تعديل مصدري - تعديل

المغربة هي إحدى قرى عزلة الثلث بمديرية كعيدنة التابعة لمحافظة حجة، بلغ تعداد سكانها 166 نسمة حسب تعداد اليمن لعام 2004.